# Caterina Scorsone

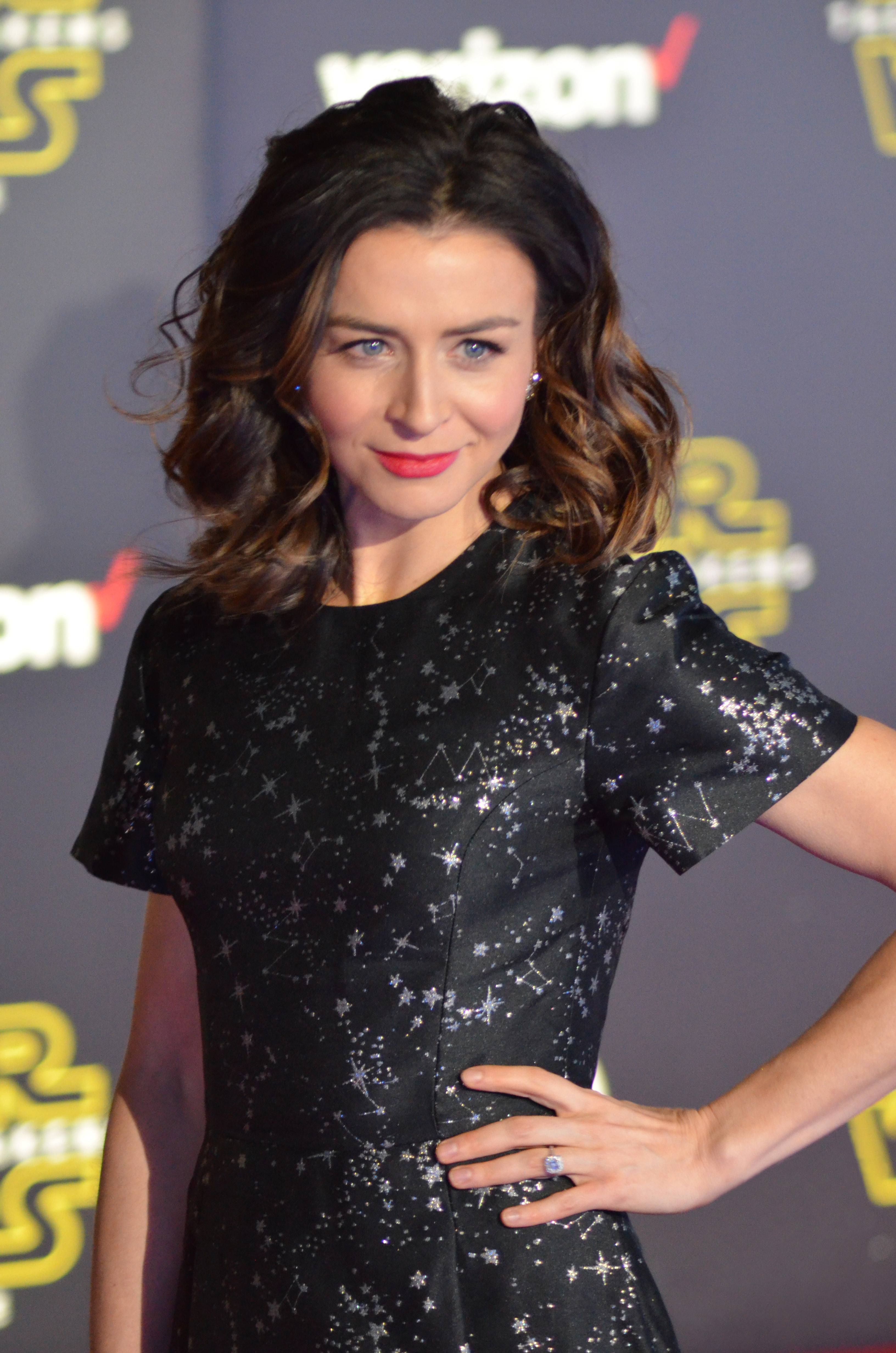
Caterina Scorsone (2015)

Caterina Reminy Scorsone (* 16. Oktober 1981 in Toronto, Ontario) ist eine kanadische Schauspielerin.

## Leben und Karriere
Scorsone wurde als drittes von fünf Kindern geboren. Sie hat zwei ältere Zwillings-Schwestern, eine jüngere Schwester und einen Bruder. Mit acht Jahren fing sie an als Schauspielerin in ihrem Heimatland zu arbeiten. Sie besuchte die Cardinal Carter Academy for the Arts in Toronto, wo sie in Oklahoma! und einigen anderen Produktionen beteiligt war. 2005 beendete sie ihr Literatur-Studium mit Schwerpunkt auf Religion an der Universität von Toronto und besuchte nebenbei noch das Trinity College. Mitte 2006 zog sie in die USA.
Scorsones erster Fernsehauftritt fand in der kanadischen Kindershow Mr. Dressup statt. Hier war sie ein regelmäßiger Gast. Die Fernsehserie, mit der sie ihren internationalen Durchbruch erreichte, ist Missing – Verzweifelt gesucht. Dort spielte sie die Hauptrolle der Jess Mastriani. Im Spin-off der Serie Grey’s Anatomy, Private Practice, spielte sie von 2010 bis 2013 die Figur Dr. Amelia Shepherd, der Schwester von Patrick Dempseys Serienfigur in Grey’s Anatomy. Nachdem sie ihre Rolle bereits in zwei Crossovern mit der Mutterserie verkörpert hatte, wurde sie nach einer Gastrolle in der 10. Staffel für die folgenden Staffeln in den Hauptcast der Mutterserie befördert.
Scorsone ist mit dem Singer-Songwriter Rob Giles verheiratet. Ihr erstes gemeinsames Kind – eine Tochter – kam am 6. Juli 2012 zur Welt. Ihre Schwangerschaft wurde in der Serie Private Practice auch auf ihre Figur übertragen. Im November 2016 wurde die zweite und Ende Dezember 2019 die dritte Tochter des Paares geboren. Ihre dritte Schwangerschaft wurde wieder auf ihre Figur übertragen.

## Filmografie (Auswahl)
- 1995: Shock Treatment (Fernsehfilm)
- 1995: Wenn der schwarze Mann Dich holt (When the Dark Man Calls, Fernsehfilm)
- 1996: PSI Factor – Es geschieht jeden Tag (PSI Factor – Chronicles of the Paranormal, Fernsehserie, Folge 1x02 Possession/Man Out of Time)
- 1996: Tucker James der Highschool Blitz (Flash Forward, Fernsehserie, Folge 1x23 Saboteurs)
- 1996: Amanda und Betsy (Ready or Not, Fernsehserie, Folge 4x06 The Girlfriend)
- 1996–1998: Gänsehaut – Die Stunde der Geister (Goosebumps, Fernsehserie, Folgen 1x10, 3x19-3x21)
- 1998: Teen Knight – Zurück ins Mittelalter (Teen Knight)
- 1998: Rescuers: Stories of Courage: Two Families (Fernsehfilm)
- 1998: Strike – Mädchen an die Macht! (Strike!)
- 1998–2000: Power Play (Fernsehserie, 26 Folgen)
- 1999: Das dritte Wunder (The Third Miracle)
- 1999: Des Teufels Rechnung (The Devil's Arithmetic, Fernsehfilm)
- 2000: Entwurzelt – Eine Familie am Abgrund (Borderline Normal)
- 2000: Common Ground (Fernsehfilm)
- 2000: Rated X
- 2001: Crazy Time – Lernen fürs Leben (My Horrible Year!, Fernsehfilm)
- 2003–2006: Missing – Verzweifelt gesucht (Missing, Fernsehserie, 55 Folgen)
- 2008: The Guard (Fernsehserie, Folge 1x07 The Beacon)
- 2008: The Border (Fernsehserie, eine Folge)
- 2008–2009: L.A. Crash (Crash, Fernsehserie, 4 Folgen)
- 2009: Alice im Wunderland (Alice, Fernsehzweiteiler)
- 2009: Ny-Lon
- 2009: Castle (Fernsehserie, Folge 1x07 Reich und tot)
- 2010: Auftrag Rache (Edge of Darkness)
- 2010–2013: Private Practice (Fernsehserie, 62 Folgen)
- 2010, 2012, seit 2014: Grey’s Anatomy (Fernsehserie)
- 2014: The November Man
- 2020, 2023–2024: Seattle Firefighters – Die jungen Helden (Station 19, Fernsehserie, 5 Folgen)

## Auszeichnungen
- 2000: Nominiert für den Gemini Award als beste Nebendarstellerin in Power Play
- 2010: Nominiert für den Gemini Award als beste Nebendarstellerin in Alice und Edge of Darkness
- 2013: Prism Award des Entertainment Industries Council als beste weibliche Schauspielerin in Private Practice